# Gunnar Gren
Johan Gunnar Gren (ur. 31 października 1920 w Göteborgu, zm. 10 listopada 1991 tamże) – szwedzki piłkarz, grający na pozycji napastnika.
Zdobył w swojej karierze wiele trofeów, począwszy od mistrzostwa Szwecji z IFK Göteborg. Laureat Guldbollen w 1946 roku (nagrody dla najlepszego szwedzkiego piłkarza). W 1949 został zawodnikiem A.C. Milan, gdzie razem ze swoimi partnerami z reprezentacji Gunnarem Nordahlem i Nielsem Liedholmem tworzył słynne trio napastników Gre-No-Li. W 1953 na krótko został grającym trenerem Milanu. W swojej karierze grał także w Gårda BK, Fiorentinie, Genoi oraz Örgryte IS, w którym zakończył karierę w 1958.

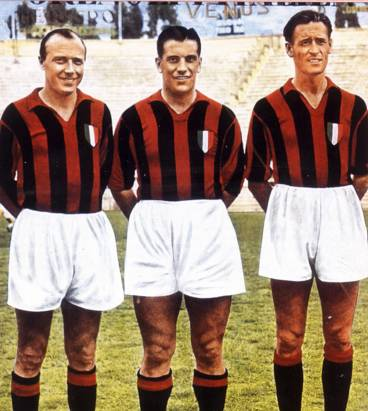
Gunnar Gren (L), Gunnar Nordahl (Ś), Nils Liedholm (P)

Gren debiutował w reprezentacji Szwecji 29 sierpnia 1940 roku w zwycięskim 3:2 meczu przeciwko Finlandii. Karierę reprezentacyjną zakończył 26 października 1958 meczem przeciwko Danii (4:4), na 5 dni przed swoimi 38. urodzinami. Po zakończeniu kariery piłkarskiej Gren trenował szwedzkie zespoły IK Oddevold i GAIS.
Zmarł 10 dni po swoich 71. urodzinach. Pochowano go w Göteborgu.
Zdobył wicemistrzostwo świata w 1958. W reprezentacji zagrał łącznie 57 razy, strzelając 32 gole.